# X-O Manowar
X-O Manowar, de son vrai nom Aric Dacia, est un personnage de fiction créé en décembre 1991 par Jim Shooter, Bob Layton et Jon Hartz chez Valiant Comics.

## Histoires
Aric Dacia est un barbare Wisigoth qui porte une armure.
En l'an 399 Aric Dacia perd ses parents (Rolf et Inga), il est élevé par son oncle Alaric qui lui apprend à devenir un guerrier.
En l'an 408 Aric est capturé par des « Spider Aliens » (extra-terrestres arachnides), qui l'emmènent dans leur vaisseau comme prisonnier pendant un temps relatif de sept ans. Mais en réalité il se retrouve sur Terre en l'an 1992...
Il devient directeur général de l'entreprise Orb Industries.

## Personnages
- X-O Manowar
  - Aric Dacia
  - Randy Cartier : humain mort ancien directeur d'Orb Industries.
  - Rand Banion
  - Donovan Philip Wylie
  - Pol-Bekhara
- R.A.G.E. (Revolution Anarchy Genocide Entropy) 
  - Centaurian
  - Citadel : (Hard Corps / R.A.G.E.)
  - Jacob Revere : humain
- Malakai
- Humains
  - James A. Laidlaw : (Project: X-O / US Army)
  - Thalia Costas
  - Tish Boudreau : (Project: X-O / US Army)
  - Diana Hunter
  - Megan Wylie : (Project: X-O / US Army)
  - Amok
  - Erica Pierce « Mothergod »
- Spider Aliens

## Autres dessinateurs et scénaristes
Joe Quesada, Dinesh Shamdasani, Barry Windsor-Smith, Patrick Zircher, Steve Englehart, Sean Chen, Mark Waid, Brian Augustyn, Scott Eaton, Pam Eklund, Dwayne McDuffie, Jim Hudson.

## Autour du comics
Une adaptation est sortie en jeux vidéo : Iron Man and X-O Manowar in Heavy Metal, 1996 Acclaim Entertainment sur PlayStation, Sega Saturn, Game Boy, Game Gear et PC. Iron Man and X-O Manowar in Heavy Metal